# Corporativismo social
O corporativismo social, também chamado de corporativismo social-democrata ou corporativismo societal é uma forma de corporativismo econômico tripartido, baseado em uma parceria social entre os interesses do capital e do trabalho, envolvendo negociação coletiva entre representantes dos empregadores e trabalho mediado pelo governo em nível nacional. Ele difere do corporativismo estatal, autoritário, e é associado ao termo neocorporativismo, aparecendo como um sinônimo ou forma dele. Ainda segundo outros, é considerado um contraponto ao modelo sindical convencional de representação classista, visando à solução de controvérsias sem dominação do Estado ou de grupo sociais, mas através de uma articulação intermediária de associações compostas por trabalhadores, empregadores e representantes, gradualmente incluindo a sociedade nas decisões públicas. Philippe C. Schmitter considera o corporativismo societal como um componente dos Estados de Bem-Estar democráticos e pós-liberais. O corporativismo social é um componente importante do modelo nórdico de capitalismo e, em menor grau, das economias de mercado social da Europa Ocidental. Considera-se um compromisso regular o conflito entre capital e trabalho, encarregando-os a realizar consultas mútuas mediadas pelo governo.
Geralmente apoiado por partidos políticos nacionalistas e/ou social-democratas, o corporativismo social se desenvolveu no período pós- Segunda Guerra Mundial, influenciado por social-democratas e democratas cristãos em países europeus como Áustria, Noruega, Holanda, Alemanha e Suécia. O corporativismo social também foi adotado em diferentes configurações e em graus variados em vários países europeus. 
Os países nórdicos têm a forma mais abrangente de negociação coletiva, onde os sindicatos são representados em nível nacional por organizações oficiais, ao lado de associações de empregadores. Juntamente com as políticas do estado de bem-estar desses países, isso forma o que é chamado de modelo nórdico. Existem modelos menos extensos na Alemanha e na Áustria, que são componentes do capitalismo renano. 

## Posições

### Posição sobre conflito de classe: compromisso de classe
Alguma controvérsia existe na esquerda política sobre o corporativismo social, onde é criticado por abandonar o conceito de luta de classes, legitimar empresas privadas e por dar crédito a uma forma de capitalismo regulado.
Outros da esquerda contestam essas críticas, afirmando que o corporativismo social tem sido progressivo ao fornecer legitimidade institucional ao movimento trabalhista que reconhece a existência de um conflito de classes em andamento entre a burguesia e o proletariado, mas busca fornecer resoluções pacíficas para as disputas decorrentes do conflito, baseadas na moderação e não na revolução. Assim, os defensores do corporativismo social consideram um compromisso de classe dentro do contexto de conflito de classes existente.
Nos anos 30, a social-democracia foi rotulada de fascismo social pela Terceira Internacional, que sustentava que a social-democracia era uma variante do fascismo porque, além de seu modelo econômico corporativista compartilhado, eles impediriam a transição para o socialismo e o comunismo. 

## História

### Décadas de 1930 a 1970: Noruega, Suécia e Áustria
O desenvolvimento do corporativismo social começou na Noruega e na Suécia nos anos 1930 e foi consolidado nas décadas de 1960 e 1970. O sistema foi baseado no duplo compromisso do capital e do trabalho como um componente e o mercado e o estado como outro componente. O corporativismo social foi desenvolvido na Áustria sob o governo de coligação pós-Segunda Guerra Mundial do Partido Social-Democrata da Áustria e do Partido Popular Austríaco. O corporativismo social na Áustria protege a propriedade privada em troca de permitir que o movimento trabalhista tenha reconhecimento político e influência na economia — para evitar o forte conflito de classes que assolou a Áustria na década de 1930.